# Dipterocarpus costulatus
Dipterocarpus costulatus — вид тропических деревьев из рода Диптерокарпус семейства Диптерокарповые. Высота дерева достигает 50 метров. Охранный статус вида — NT — виды, близкие к уязвимому положению.
Dipterocarpus costulatus произрастает на полуострове Малакка, островах Калимантан и Суматра, в Сингапуре. Встречается в низменных лесах на высоте до 600 метров над уровнем моря.